# Chaetodon decussatus
Chaetodon decussatus е вид лъчеперка от семейство Chaetodontidae.

## Разпространение
Видът е разпространен в Австралия, Бангладеш, Йемен, Индия, Индонезия, Малайзия, Малдиви, Мианмар, Оман, Пакистан, Сингапур, Сомалия, Тайланд и Шри Ланка.